# آلبر استابینز
آلبر استابینز (: Albert Stubbins; ۱۷ ژوئیهٔ ۱۹۱۹ – ۲۸ دسامبر ۲۰۰۲) یک بازیکن فوتبال بود.

## زندگی حرفه‌ای
استابینز در والسند انگلستان به دنیا آمد. وی در ۱۹۴۶ به باشگاه فوتبال لیورپول پیوست.